# Homlok Sándor
Vitéz Homlok Sándor (született Holmok; Késmárk, 1892. május 3. – New York, 1963. április 5.) magyar katonatiszt, katonai attasé, altábornagy.

## Családja, tanulmányai
Apja Holmok Simon postai és távírdai segédtiszt volt. A Magyar Királyi Honvéd Ludovika Akadémia elvégzése után hadnaggyá avatták; 1914-ben a magyar királyi 30. honvéd gyalogezredhez osztották be. 1918-ban vezérkari tanfolyamot végzett, 1923-ban elvégezte a Hadiakadémiát is.

## Pályafutása
Az első világháború után, 1918 és 1921 között az összes haderők pótlásügyi főnökségéhez beosztott főhadnagy volt. 1921-től Magyarország Kormányzója Katonai Irodájához (KKI) osztották be századosi rendfokozatban.
1927 és 1934 között Párizsban volt katonai attasé. Valamikor 1927 után szlávosan csengő nevét, a kor szokásainak megfelelően, magyarosította és a Homlok nevet vette fel. 1930-ban őrnaggyá, majd 1934-ben alezredessé léptették elő. 1935-től a Honvédelmi Minisztérium VI-5. osztályának, illetve a Vezérkari Főnökség 5. Osztályának vezetője volt. Ebben a minőségében, főleg titkosszolgálati eszközök felhasználásával, részt vett Kárpátalja visszafoglalásának előkészítésében a Rongyos Gárda felhasználásával. 1938-tól ezredesnek léptették elő. 1940. március 1-től a Vezérkari Főnökség 2. Osztályához (Vkf-2, katonai hírszerzés) osztották be. 
1940  májusától Berlinben volt katonai és légügyi attasé; párhuzamosan betöltötte a katonai attaséi posztot Stockholmban (1940. május 1.–1941. november 15.), Helsinkiben (1941. február 1.–1941. november 15.) és Bernben is (1941. december 1.–1943. december 1.). 1942. április 1-jén vezérőrnaggyá léptették elő, majd 1944. január 1–től altábornagy lett. 1944. november 1–jén, a sikertelen magyar kiugrási kísérlet után a németek internálták. A második világháború után New Yorkban telepedett le.